# Röhrentrockner

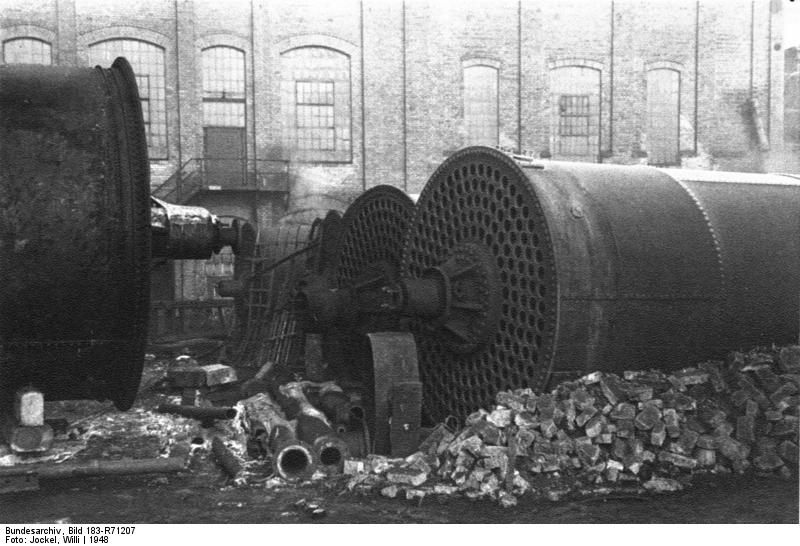
Ausgebaute Röhrentrockner-Trommeln

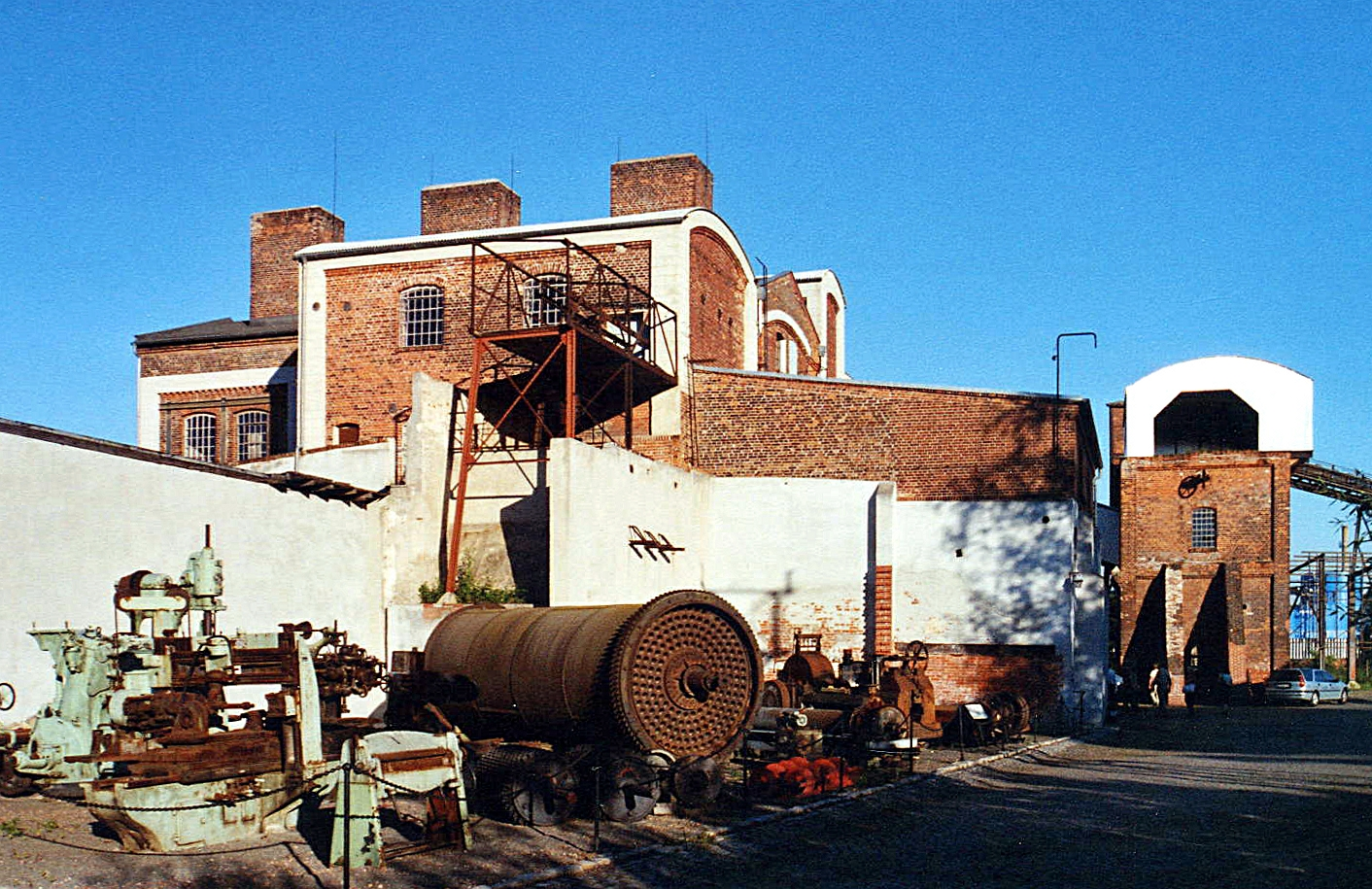
Vorn Mitte: Ausgebaute Trommel eines Röhrentrockners vor dem Gebäude der Brikettfabrik Herrmannschacht

Ein Röhrentrockner (auch Röhrentrommeltrockner, Röhrenofen oder nach seinem Erfinder auch Schulz’scher Trockner genannt) ist ein Apparat zur Trocknung von Schüttgütern. Der Trockner kann prinzipiell für alle rieselfähigen Trockengüter verwendet werden; sein Haupteinsatzgebiet liegt traditionell in der Trocknung von (Braun-)Kohlenstaub zur Vorbereitung für eine anschließende Brikettierung.

## Aufbau und Funktionsweise
Der Trockner besteht aus einem Drehrohr, d. h. aus einem sich drehenden, zylindrischen Behälter (Trommel), dessen Drehachse gegenüber der Waagerechten leicht schräg liegt. Die Trommel ist an beiden Stirnflächen durch einen Rohrboden verschlossen. Die beiden Böden sind in axialer Richtung durch eine Vielzahl – bei großen Trocknern hunderte – von Röhren verbunden. Aus einem Bunker über der oberen Stirnfläche der Trommel wird das Trockengut in eine Vorlage, den „Füllkasten“, aufgegeben. Von hier tritt das Trockengut durch die Öffnungen im oberen Rohrboden in die Röhren ein und rieselt aufgrund der Neigung und der Drehung der Trommel hindurch.
Die geschlossene Trommel ist normalerweise von innen mit Wasserdampf gefüllt, d. h. die Röhren sind von außen beheizt. Beim Hindurchrieseln kommt das Trockengut mit den dampfbeheizten Wänden der Röhre in Kontakt („Kontakttrockner“) und die im Gut enthaltene Feuchtigkeit verdampft. Bei Braunkohle wird so der Wassergehalt von etwa 50–60 % im Rohzustand auf etwa 10–20 % nach der Trocknung reduziert.
Der Dampf wird der Trommel am oberen Ende über die hohle Welle zugeführt und über die Welle („Innendampf“) und den Trommelmantel („Außendampf“) verteilt. Das anfallende Kondensat wird am unteren Ende in "Schöpfkästen" gesammelt, durch „Schwanenhalsrohre“ (ähnlich einem Sakia-Schöpfrad) zur Welle gehoben und darüber abgeführt.
Die Drehung der Trommel und somit der Röhren lockert das Trockengut auf und reduziert die Gefahr von Anbackungen oder Verklumpen des Gutes beim Hindurchrieseln, was zu einer Verstopfung von Röhren führen würde. Das Rieselverhalten und die Umwälzung des Trockengutes wird durch eine Spirale im Inneren der Röhren („Wendeleiste“) unterstützt. Die Gleichmäßigkeit der Verteilung auf die Röhren kann durch Hinzugabe von Druckluft verbessert werden, bei brennbarem Trockengut wie Braunkohle ist aber zu bedenken, dass die Gefahr einer Staubexplosion besteht.
Am unteren Ende der Röhre fällt das Trockengut in eine Schurre im „Ausfallgehäuse“. Auch die verdampfte Feuchtigkeit aus dem Trockengut (Brüden/Wrasen) tritt in dieses Gehäuse aus. Sie wird über einen Schlot nach oben abgezogen, und in einer anschließenden Entstaubung (Elektrofilter, Sichter) werden Reste des Trockengutes vom Brüden getrennt.
Die größten Röhrentrockner erreichen Produktionsleistungen von etwas mehr als 20 t/h Trockenkohle.

## Geschichte
Der Röhrentrockner wurde in den 1880er-Jahren vom Zivilingenieur F. August Schulz erfunden. Dieser entwickelte den neuen Trocknertyp als Verbesserung von einfachen Trommeltrocknern. Im Jahr 1884 meldete Schulz das neue Prinzip zum Patent an. Die erste Prototypanlage wurde im Auftrag des Unternehmers Hermann Gruhl gebaut und war ab 1885 in Trockendienst einer Brikettfabrik in Bitterfeld im Mitteldeutschen Braunkohlerevier in Betrieb. Der Röhrentrockner verbreitete sich von hier schnell in die anderen deutschen Braunkohlereviere und verdrängte in den nächsten Jahren die bis dahin dominierenden Tellertrockner in der Braunkohlenindustrie.
Beflügelt durch den durchschlagenden Erfolg des neuen Trockners machte sich Schulz, der während der Entwicklung des Trockners noch als Direktor für die Zeitzer Eisengießerei und Maschinenfabrik AG tätig gewesen war, ab 1887 selbständig. Er kooperierte fortan eng mit der Maschinenfabrik Buckau, die ab 1886 als Lizenznehmer des Schulz’schen Patentes zahlreiche weitere Trockner baute und mit Hermann Gruhl, der den Trocknertyp ab 1892 in seinen eigenen Brikettfabriken im Gruhlwerk im Rheinischen Revier einsetzte.
Bis heute werden Röhrentrockner in den Kohleveredlungsbetrieben in deutschen Braunkohlerevieren für die Herstellung von Braunkohlenstaub und -briketts eingesetzt.
Historische Exemplare können u. a. in den Museen der Brikettfabrik Louise und der Brikettfabrik Knappenrode (beide im Lausitzer Revier) sowie im Zeitzer Industriemuseum Brikettfabrik Herrmannschacht (Mitteldeutsches Revier) besichtigt werden.